# Caligula meridionalis
Caligula meridionalis är en fjärilsart som beskrevs av Clayton Dissinger Mell 1939. Caligula meridionalis ingår i släktet Caligula och familjen påfågelsspinnare. Inga underarter finns listade i Catalogue of Life.